# Staurastrum inflexum
Staurastrum inflexum là một loài Song tinh tảo trong họ Desmidiaceae, thuộc chi Staurastrum.